# Nakfa (ville)
Pour les articles homonymes, voir Nakfa.
Nakfa est une ville d'Érythrée, située dans la région de Semien-Keih-Bahri. Elle est la capitale du district du même nom.